# Hush Little Baby - Chi giace nella culla
Hush Little Baby - Chi giace nella culla (Hush Little Baby) è un film per la televisione del 2007 diretto da Holly Dale.

## Trama
Jamie è una madre che perde la figlia Amanda in un incidente sul fiume. A due anni dall'accaduto, Jamie intraprende un'altra gravidanza che culmina con la nascita di Caitlin, anche se tuttavia non è felice in quanto le ha procurato delle sofferenze durante il travaglio ed è ancora tormentata dalla morte della prima figlia. Jamie, con l'aiuto del marito Peter e della sorella Nicole, cerca di superare quello che sembra una depressione post-partum, consultando poi anche una psichiatra, la dottoressa Susanna Russell.
Intanto accadono strani eventi (come lo strappo di un capezzolo durante l'allattamento o il passeggino che finisce sulla strada in mezzo alle automobili) che fanno pensare a Jamie che Amanda vuole vendicarsi della sua morte. Presa dai continui incubi e dal nervosismo, non riesce a sopportare i pianti di Caitlin e arriva a credere che Peter si sia innamorato di Nicole, arrivando poi a tentare di uccidere la figlioletta, finché non si convince che il problema non è Caitlin, ma Amanda stessa.